# Flowers (Arturo Stalteri)
Flowers è un album discografico del pianista compositore Arturo Stalteri, pubblicato nel 1995 da Materiali Sonori.

## Il disco
È il primo volume del progetto discografico Flowers. Il pianista romano interpreta Ryūichi Sakamoto, Chick Corea, Philip Glass, Claude Debussy e Darryl Way (Curved Air), oltre a proprie composizioni. Contiene la prima stesura di Scarlett (la seconda si trova su Flowers 2 ) e di Théoden e i Ricordi, e una diversa versione de Le ultime luci di Brea, già apparsa su Syriarise. Queste ultime due composizioni, ispirate a Il Signore degli Anelli di Tolkien, riappariranno, in un'ulteriore rilettura per più strumenti, nell'album Rings, Il Decimo Anello.
Il disco ospita inoltre una nuova interpretazione per solo pianoforte di Mulini (la prima appare su … e il pavone parlò alla luna). Stàlteri suona un pianoforte Steinway & Sons. La ristampa del 1998 contiene una bonus track.

## Tracce
Musiche di Arturo Stàlteri; edizioni musicali Materiali sonori.
1. Scarlett – 8:20 (musica: Arturo Stàlteri)
2. Un notturno – 2:48 (musica: Arturo Stàlteri)
3. Merry Christmas Mr. Lawrence – 6:15 (musica: Ryuichi Sakamoto)
4. La fiesta – 3:39 (musica: Chick Corea)
5. Metamorphosis Two – 7:45 (musica: Philip Glass)
6. "General Lavine" - Eccentric – 3:08 (musica: Claude Debussy)
7. Théoden e i Ricordi – 8:06 (musica: Arturo Stàlteri)
8. Mulini – 4:59 (musica: Arturo Stàlteri)
9. Le ultime luci di Brea – 4:04 (musica: Arturo Stàlteri)
10. Vivaldi – 6:38 (musica: Darryl Way)
11. The sheltering sky – 4:45 (musica: Ryuichi Sakamoto)

Durata totale: 60:27